# Car Wheels on a Gravel Road
Az 1998-as Car Wheels on a Gravel Road Lucinda Williams ötödik nagylemeze. Megnyerte a legjobb kortárs folk-albumnak járó Grammy-díjat, és ez Williams első aranylemeze. A The Village Voice Pazz & Jop felmérésén az év albumának választották. 2003-ba. 304. lett a Rolling Stone magazin Minden idők 500 legjobb albuma listáján. Szerepel az 1001 lemez, amit hallanod kell, mielőtt meghalsz című könyvben is.

## Az album dalai
|     | Cím                         | Szerző(k)              | Hossz |
| --- | --------------------------- | ---------------------- | ----- |
| 1.  | Right in Time               | Lucinda Williams       | 4:35  |
| 2.  | Car Wheels on a Gravel Road | Williams               | 4:44  |
| 3.  | 2 Kool 2 Be 4-gotten        | Williams               | 4:42  |
| 4.  | Drunken Angel               | Williams               | 3:20  |
| 5.  | Concrete and Barbed Wire    | Williams               | 3:08  |
| 6.  | Lake Charles                | Williams               | 5:27  |
| 7.  | Can't Let Go                | Randy Weeks            | 3:28  |
| 8.  | I Lost It                   | Williams               | 3:31  |
| 9.  | Metal Firecracker           | Williams               | 3:30  |
| 10. | Greenville                  | Williams               | 3:23  |
| 11. | Still I Long For Your Kiss  | Williams, Duane Jarvis | 4:09  |
| 12. | Joy                         | Williams               | 4:01  |
| 13. | Jackson                     | Williams               | 3:42  |

## Közreműködők
- Lucinda Williams – ének, akusztikus gitár, dobro gitár
- Gurf Morlix – elektromos gitár, 12 húros elektromos gitár, elektromos slide gitár, vokál, akusztikus slide gitár
- John Ciambotti – basszusgitár, nagybőgő
- Donald Lindley – dob, ütőhangszerek
- Buddy Miller – akusztikus gitár, mando gitár, vokál, elektromos gitár
- Ray Kennedy – 12 húros elektromos gitár
- Greg Leisz – 12 húros elektromos gitár, mandolin
- Roy Bittan – Hammond B3 orgona, harmonika, orgona
- Jim Lauderdale – vokál
- Charlie Sexton – elektromos gitár, dobro gitár
- Steve Earle – akusztikus gitár, szájharmonika, vokál, rezonátoros gitár
- Johnny Lee Schell – elektromos gitár, elektromos slide gitár, dobro gitár
- Bo Ramsey – elektromos gitár, slide gitár
- Micheal Smotherman – B-3 orgona
- Richard “Hombre” Price – dobro gitár
- Emmylou Harris – vokál

## Fordítás
Ez a szócikk részben vagy egészben a Car Wheels on a Gravel Road című angol Wikipédia-szócikk ezen változatának fordításán alapul.  Az eredeti cikk szerkesztőit annak laptörténete sorolja fel. Ez a jelzés csupán a megfogalmazás eredetét és a szerzői jogokat jelzi, nem szolgál a cikkben szereplő információk forrásmegjelöléseként.